# (24675) 1989 TZ
1989 تي زد (ويعرف أيضًا باسم (24675) 1989 تي زد وفق تسمية الكوكب الصغير) (بالإنجليزية: 1989 TZ)‏ هو كويكب ضمن حزام الكويكبات؛ وترتيبه 24675 من حيث الاكتشاف.
اكتُشف هذا الجُرم الفلكي بواسطة اليانور إف. هيلين في 2 أكتوبر 1989.

## وصلات خارجية
- (24675) 1989 TZ في قاعدة بيانات مختبر الدفع النفاث لأجرام النظام الشمسي الصغيرة

- الاكتشاف · مخطط المدار ·  العناصر المدارية · المعلمات المادية

- (24675) 1989 TZ على موقع ويكي سكاي: DSS2, SDSS, GALEX, IRAS, Hydrogen α, X-Ray, Astrophoto, Sky Map, Articles and images